# Lamping Peak
Lamping Peak är en bergstopp i Antarktis. Den ligger i Östantarktis. Nya Zeeland gör anspråk på området. Toppen på Lamping Peak är 2 434 meter över havet.
Terrängen runt Lamping Peak är varierad. Trakten är obefolkad. Det finns inga samhällen i närheten. 